# 陈子江 (足球运动员)
陳子江（罗马拼音：Chan Tsz Kong，？—），前香港足球員，司職左翼，曾效力於馬天尼、星島等香港甲組足球聯賽球隊，並曾經是香港足球代表隊主力左翼。由於涉及操控球賽被判入獄，被罰全球終身停賽。

## 球員生涯
出身於星島青年軍，1990-91年度球季，被外借予香港甲組足球聯賽「升班馬」馬天尼，首季在甲組亮相即有好表現，並於1991年5月獲補選入香港奧運隊，有份參加巴塞隆拿奧運足球預賽。
雖然馬天尼最終護級失敗，但陳子江被星島收回，並迅速冒起成為球隊主力左中場。於1991年12月，香港足球代表隊重組，陳子江首次入選香港隊集訓名單。
以速度見稱的陳子江，在星島對森多利亞的國際足球表演賽，雖然星島以3－6見負，但陳子江個人建兩功顯身價。曾代表香港足球代表隊於1996年亞洲盃外圍賽上陣。

## 1998年假波案
1998年6月，廉政公署與警方進行聯合反賭波行動期間，拘捕當時香港足球代表隊球員陳子江，他承認在1997年3月9日，作客曼谷對泰國隊的世界盃亞洲區外圍賽中，以不誠實手法導致香港隊以0－2輸波。廉署調查發現，陳子江涉嫌串通其餘港腳，包括前鋒韋君龍、門將陸嘉榮、後衛陳志強、劉志遠等人涉及操控球賽被判入獄，以及全球終身停賽。